# Menceyato de Icod
El menceyato de Icod era una las nueve demarcaciones territoriales en que los guanches tenían dividida la isla de Tenerife, Canarias, en la época de la conquista por parte de la Corona de Castilla, en el siglo xv.

## Toponimia
El término Icod —que también aparece en la documentación como Benicod, Icode, Icoden, Ycode o Ycoden— es de procedencia guanche, significando 'incendio, quemadura' según algunos investigadores.

## Características
Estaba situado en el noroeste de Tenerife y ocupaba la extensión de los modernos municipios de La Guancha, Icod de los Vinos y El Tanque, así como parte de Garachico. Abarcaba una superficie de 85 km².
El menceyato limitaba con el bando de Daute al oeste, con el de Taoro al este, y con el de Adeje al sur. Los límites con Daute lo establecía una línea que, partiendo de San Pedro de Daute, sigue por el moderno límite entre los municipios de Los Silos y El Tanque hasta la Cumbre de Erjos. De Adeje quedaba separado por una línea que, partiendo de la Cumbre de Erjos, seguía por Montañas Negras hasta la cadena montañosa que enlaza con las estribaciones occidentales del Pico Viejo. Con respecto al menceyato de Taoro, el límite lo marca el barranco de la Chaurera hasta la cumbre. Por su cuenta, el área pastoril de alta montaña perteneciente a Icod comprendía las tierras al norte de la dorsal de Abeque y de la Ladera del Teide hasta la Montaña de las Lajas.
La población se concentraba en poblados de cuevas situados en las laderas y cursos medio y superior de los barrancos, en torno a los 400-600 metros de altitud. Modernos estudios proponen que la población de Icod en el momento de la conquista ascendería a 1.100 habitantes, con una esperanza de vida al nacimiento de 30 a 32 años.
La economía del menceyato estaba compartida entre la ganadería de cabras, ovejas y cerdos, y la agricultura de cereales y legumbres, siendo bastante importante el consumo vegetal en la dieta de los habitantes de este bando. Los guanches de Icod llevaban a cabo un sedentarismo temporal con trashumancia estacional, explotando los pastos costeros en invierno y los de alta montaña en verano. En cuanto a la agricultura, Icod destaca como lugar con cierto grado de cultivos de regadío.

## Menceyes
Los menceyes de Icod cuyos nombres se conocen son Chincanairo, que fue su primer mencey, y Pelicar, que gobernaba durante la conquista.

## Historia
Según la tradición oral contada por los descendientes de los guanches y recogida por el religioso Fray Alonso de Espinosa, Icod aparece como lugar del primer poblamiento de la isla:

Los naturales guanches viejos dicen que tienen noticia de inmemorable tiempo, que vinieron a esta isla sesenta personas, mas no saben de dónde, y se juntaron y hicieron su habitación junto a Icod, que es un lugar desta isla, y el lugar de su morada llamaban en su lengua Alzanxiquian abcanahac xerac, que quiere decir: «Lugar del ayuntamiento del hijo del grande».

La zona arqueológica de la Cueva de los Guanches en el municipio de Icod de los Vinos, ha proporcionado las cronologías más antiguas de Canarias con dataciones en torno al siglo vi a. C. La tradición oral señala además que el lugar era la morada de los menceyes de Icod. Por otra parte, en Las Cuevas de Don Gaspar han sido hallados restos vegetales en forma de semillas carbonizadas de trigo, cebada y habas. Este hallazgo permite constatar la práctica de la agricultura en la isla de Tenerife en tiempos de los guanches.
El menceyato surge como tal a finales del siglo xiv tras la división de la isla en nueve bandos a la muerte o vejez del último mencey único de Tenerife, Tinerfe.
En 1464, el mencey de Icod está presente durante la simbólica toma de posesión de la isla por el Señor de las Canarias, Diego García de Herrera.
En el momento del desembarco de las tropas conquistadoras al mando de Alonso Fernández de Lugo en mayo de 1494, Icod se alineó con el resto de menceyatos del norte de la isla en contra de la invasión, formando parte de los llamados bandos de guerra durante la conquista de la isla.
Finalmente, en mayo de 1496 los menceyes rindieron sus respectivos territorios a los conquistadores en el acto de sumisión conocido como Paz de Los Realejos. En verano de ese año se llevarían a cabo campañas de pacificación tanto en Icod como en Daute, que por su lejanía de los campamentos de los conquistadores se habían convertido en refugio de los guanches rebeldes. Estas campañas fueron dirigidas por Jorge Grimón, flamenco veterano de la Conquista de Granada, quien había llegado a la isla provisto de armas de fuego. Asimismo, se incrementaron las razias en todos los bandos de guerra.

### Leyenda de Amarca y Gariraiga
Según la leyenda en este menceyato habitó Amarca, una joven doncella, envidiada por otras y pretendida por muchos jóvenes. Muchos fueron los que se enamoraron de ella, destacando sobre todos el pastor Gariraiga quién ante el desprecio de esta, cayó en la locura lanzándose al vacío desde un precipicio, enloquecido por el dolor. La noticia del trágico suceso pronto alcanzó todo el menceyato, siendo culpada por todos de la muerte de Gariraiga. Presa de la culpa, Amarca tomó el mismo fin para su vida.[cita requerida]